# Badger (Alaska)
Pour les articles homonymes, voir Badger.
Badger est une census-designated place (CDP) du borough de Fairbanks North Star dans l'État de l'Alaska.
| 2000   | 2010   | - | - |
| ------ | ------ | - | - |
| 14 238 | 19 482 | - | - |